# Zaccar
Zaccar ou Zakkar (em árabe: زكار) é uma pequena cidade e comuna localizada na província de Djelfa, Argélia. De acordo com o censo de 2008, a população total da cidade era de 1 809 habitantes.